# Holk
För andra betydelser, se Holk (olika betydelser).

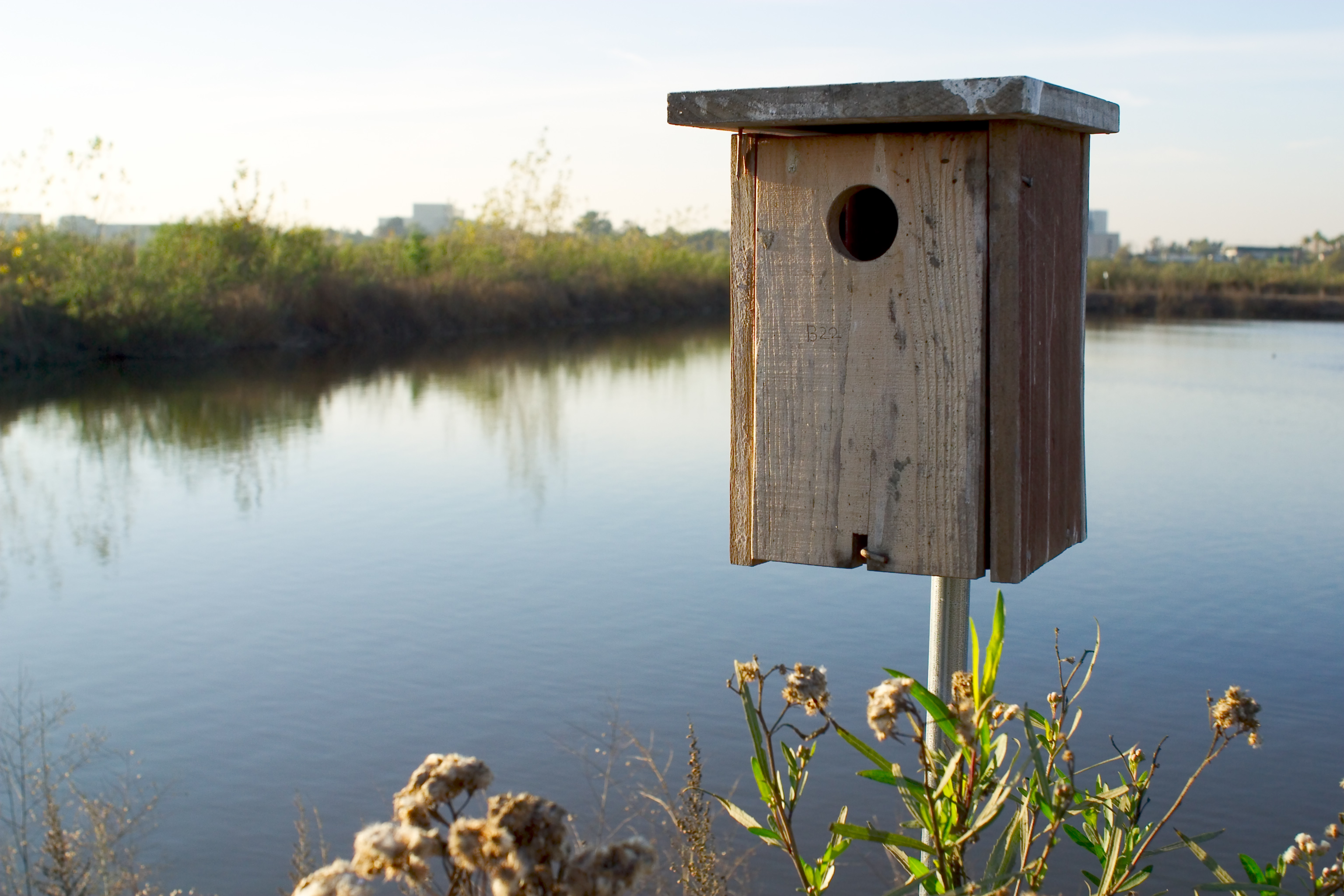
Fågelholk är ett exempel där en holk utgör dörr till ett fågelhus.

Holk (fornsvenska: holker, fornnordiska: holkr, till samma stam som ”hål”) är ett urholkat (ihåligt) föremål, särskilt urholkningen (den urgröpta håligheten) samt det närliggande godset i väggarna. Ordet förekommer främst i sammansättningen fågelholk.

## Skaftholk
Skaftholk är ett bildligt begrepp för infästningsmetoder med holk. Det kan exempelvis avse en holk för infästning av ett skaft, alternativt att skaftet innehar en holk för infästning av något annat.

### Holk för skaft
Ett vanligt bruk av begreppet är för en typ av bladinfästning hos diverse verktyg och vapen. Holkinfästning är främst en antonym till infästning med tånge och innebär att bladhuvudet är försett med holk i bakre änden, ämnad att ta emot spetsen till ett skaft. Spetsens form speglar utvändigt holkens insida för att skapa så stor kontaktyta mellan holken och spetsen som möjligt när dessa förs ihop. För att låsa spetsen träs exempelvis ett stift genom holken och spetsen, men alternativ förekommer, såsom hos holkyxan där yxhuvudet fästs med ett spännsnöre.
Holkinfästning är den traditionella infästningsmetoden för spjutspetsar i Västvärlden sedan bronsåldern.

### Holk för tånge

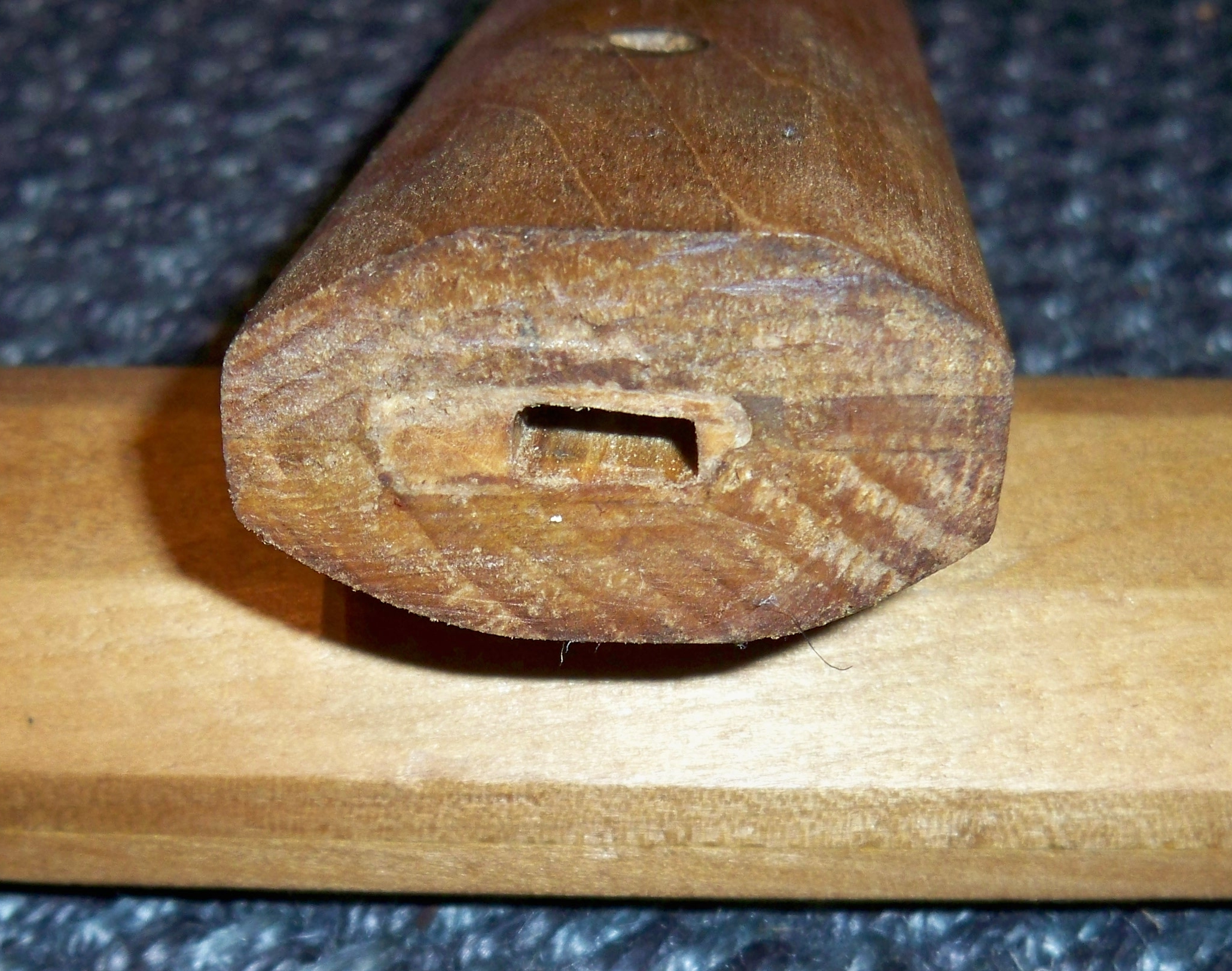
Svärdkavels skaftholk till en tånge.

Holk används även i motsatt betydelse från ovan och speglar då håligheten i ett skaft (se handkavel) vari tången iträs.

## Sammansättningar
- Fågelholk
- Holkyxa